# Даніель Берг Гестад
Даніель Берг Гестад (норв. Daniel Berg Hestad, нар. 30 липня 1975, Молде) — колишній норвезький футболіст, що виступав на позиції центрального півзахисника.
Майже усю ігрову кар'єру провів у «Молде», з яким став триразовим володарем Кубка Норвегії та дворазовим чемпіоном Норвегії. Також провів 8 матчів за національну збірну Норвегії.

## Клубна кар'єра
У дорослому футболі дебютував 1993 року виступами за ко «Молде», в якій провів десять сезонів, взявши участь у 256 матчах чемпіонату. Більшість часу, проведеного у складі «Молде», був основним гравцем команди. За цей час виборов титул володаря Кубка Норвегії у 1994 році, який став для команди першим трофеєм в історії.
Протягом 2003–2005 років захищав кольори нідерландського «Геренвена».
Влітку 2005 року Даніель повернувся в «Молде», вигравши в першому ж сезоні другий в своїй кар'єрі Кубок Норвегії. Проте вже в наступному сезоні 2006 команда зайняла останнє 14 місце і вилетіла в другий за рівнем дивізіон. Де, втім, легко стала переможцем і повернулась в еліту. В подальшому став капітаном команди, привівши її 2001 та 2012 року до історичних двох поспіль перемог у національному чемпіонаті, а 2013 року виграв з командою ще один кубок Норвегії. Всього встиг відіграти за команду з Молде понад 500 матчів.

## Виступи за збірні
Протягом 1995–1998 років залучався до складу молодіжної збірної Норвегії, разом з якою брав участь у молодіжному чемпіонаті Європи 1998 року, де здобув з командою бронзові нагороди. Всього на молодіжному рівні зіграв у 27 офіційних матчах, забив 12 голів.
1998 року дебютував в офіційних матчах у складі національної збірної Норвегії. Проте закріпитися в головній команді країни так і не зумів,  провівши у її складі лише 8 матчів.

## Статистика виступів

### Статистика клубних виступів
| Сезон                | Клуб                 | Чемпіонат            | Чемпіонат | Чемпіонат | Національний кубок | Національний кубок | Національний кубок | Континентальні кубки | Континентальні кубки | Континентальні кубки | Суперкубок | Суперкубок | Суперкубок | Усього | Усього |
| Сезон                | Клуб                 | Ліга                 | Ігор      | Голів     | Ліга               | Ігор               | Голів              | Ліга                 | Ігор                 | Голів                | Ліга       | Ігор       | Голів      | Ігор   | Голів  |
| -------------------- | -------------------- | -------------------- | --------- | --------- | ------------------ | ------------------ | ------------------ | -------------------- | -------------------- | -------------------- | ---------- | ---------- | ---------- | ------ | ------ |
| 1993                 | «Молде»              | Т                    | 14        | 1         | КН                 | ?                  | ?                  | —                    | —                    | —                    | —          | —          | —          | 14+    | 1+     |
| 1994                 | «Молде»              | А (ІІ)               | 19        | 0         | КН                 | ?                  | ?                  | —                    | —                    | —                    | —          | —          | —          | 19+    | 0+     |
| 1995                 | «Молде»              | Т                    | 26        | 4         | КН                 | ?                  | ?                  | —                    | —                    | —                    | —          | —          | —          | 26+    | 4+     |
| 1996                 | «Молде»              | Т                    | 25        | 4         | КН                 | ?                  | ?                  | —                    | —                    | —                    | —          | —          | —          | 25+    | 4+     |
| 1997                 | «Молде»              | Т                    | 25        | 12        | КН                 | ?                  | ?                  | —                    | —                    | —                    | —          | —          | —          | 25+    | 12+    |
| 1998                 | «Молде»              | Т                    | 24        | 8         | КН                 | ?                  | ?                  | —                    | —                    | —                    | —          | —          | —          | 24+    | 8+     |
| 1999                 | «Молде»              | Т                    | 25        | 4         | КН                 | ?                  | ?                  | —                    | —                    | —                    | —          | —          | —          | 25+    | 4+     |
| 2000                 | «Молде»              | Т                    | 25        | 3         | КН                 | ?                  | ?                  | —                    | —                    | —                    | —          | —          | —          | 25+    | 3+     |
| 2001                 | «Молде»              | Т                    | 26        | 9         | КН                 | ?                  | ?                  | —                    | —                    | —                    | —          | —          | —          | 26+    | 9+     |
| 2002                 | «Молде»              | Т                    | 26        | 4         | КН                 | ?                  | ?                  | —                    | —                    | —                    | —          | —          | —          | 26+    | 4+     |
| 2003                 | «Молде»              | Т                    | 21        | 5         | КН                 | ?                  | ?                  | —                    | —                    | —                    | —          | —          | —          | 21+    | 5+     |
| 2003-04              | «Геренвен»           | E                    | 15        | 1         | КН                 | ?                  | ?                  | —                    | —                    | —                    | —          | —          | —          | 15+    | 1+     |
| 2004-05              | «Геренвен»           | E                    | 26        | 4         | КН                 | ?                  | ?                  | —                    | —                    | —                    | —          | —          | —          | 26+    | 4+     |
| Усього за «Геренвен» | Усього за «Геренвен» | Усього за «Геренвен» | 41        | 5         |                    | ?                  | ?                  |                      | —                    | —                    |            | —          | —          | 41+    | 5+     |
| 2005                 | «Молде»              | Т                    | 14+2      | 3+0       | КН                 | 3                  | 2                  | —                    | —                    | —                    | —          | —          | —          | 19     | 5      |
| 2006                 | «Молде»              | Т                    | 24        | 3         | КН                 | 2                  | 2                  | КУЄФА                | 4                    | 0                    | —          | —          | —          | 30     | 5      |
| 2007                 | «Молде»              | А (ІІ)               | 24        | 8         | КН                 | 0                  | 0                  | —                    | —                    | —                    | —          | —          | —          | 24     | 8      |
| 2008                 | «Молде»              | Т                    | 25        | 4         | КН                 | 6                  | 1                  | —                    | —                    | —                    | —          | —          | —          | 31     | 5      |
| 2009                 | «Молде»              | Т                    | 27        | 0         | КН                 | 7                  | 1                  | —                    | —                    | —                    | —          | —          | —          | 34     | 1      |
| 2010                 | «Молде»              | Т                    | 26        | 3         | КН                 | 2                  | 0                  | ЛЄ                   | 4                    | 0                    | —          | —          | —          | 32     | 3      |
| 2011                 | «Молде»              | Т                    | 28        | 0         | КН                 | 3                  | 0                  | —                    | —                    | —                    | —          | —          | —          | 35     | 1      |
| 2012                 | «Молде»              | Т                    | 24        | 2         | КН                 | 3                  | 0                  | ЛЧ+ЛЄ                | 4+6>                 | 0                    | СН         | 1          | 0          | 38     | 2      |
| 2013                 | «Молде»              | Т                    | 19        | 1         | КН                 | 5                  | 0                  | ЛЧ+ЛЄ                | 4+2                  | 0                    | —          | —          | —          | 30     | 1      |
| Усього за «Молде»    | Усього за «Молде»    | Усього за «Молде»    | 467+2     | 78        |                    | 31+                | 6+                 |                      | 24+                  | 0+                   |            | 1          | 0          | 525+   | 84+    |
| Усього               | Усього               | Усього               | 508+2     | 83        |                    | 31+                | 6+                 |                      | 24+                  | 0+                   |            | —          | —          | 566+   | 89+    |

### Статистика виступів за збірну
| Дата       | Місто        | Господарі | Результат | Гості    | Турнір            | Голи | Примітки |
| ---------- | ------------ | --------- | --------- | -------- | ----------------- | ---- | -------- |
| 22/04/1998 | Копенгаген   | Данія     | 0 – 2     | Норвегія | товариський матч  | -    |          |
| 10/10/1998 | Любляна      | Словенія  | 1 – 2     | Норвегія | Відбір до ЧЄ 2000 | -    |          |
| 18/11/1998 | Каїр         | Єгипет    | 1 – 1     | Норвегія | товариський матч  | -    |          |
| 20/01/1999 | Тель-Авів    | Ізраїль   | 0 – 1     | Норвегія | товариський матч  | -    |          |
| 22/01/1999 | Умм-ель-Фахм | Естонія   | 3 – 3     | Норвегія | товариський матч  | -    |          |
| 27/03/2002 | Туніс        | Туніс     | 0 – 0     | Норвегія | товариський матч  | -    |          |
| 26/01/2003 | Шарджа       | ОАЕ       | 1 – 1     | Норвегія | товариський матч  | -    |          |
| 28/01/2003 | Маскат       | Оман      | 1 – 2     | Норвегія | товариський матч  | -    |          |
| Усього     |              | Матчів    | 8         |          | Голів             | 0    |          |

## Титули і досягнення
- Володар Кубка Норвегії (3):

«Молде»: 1994, 2005, 2013
- Чемпіон Норвегії (2):

«Молде»: 2011, 2012